# Çorum (prowincja)
Prowincja Çorum (tur. Çorum ili) – jednostka administracyjna w centralnej Turcji. Na obszarze prowincji znajduje się Hattusa, starożytna stolica  Hetytów.

## Dystrykty

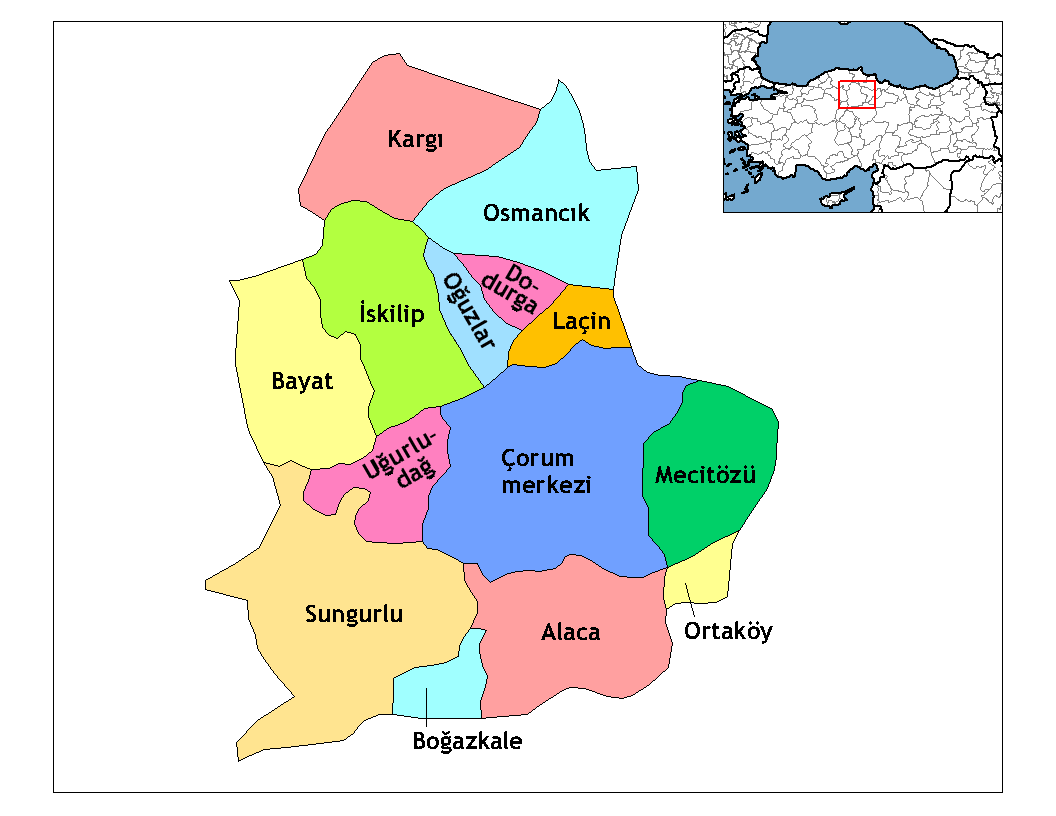
Dystrykty w prowincji Çorum

Prowincja Çorum dzieli się na 14e dystryktów:
| - Alaca - Çorum - Bayat - Boğazkale - Dodurga - İskilip - Kargı | - Laçin - Mecitözü - Oğuzlar - Ortaköy - Osmancık - Sungurlu - Uğurludağ |